# Venere di Dolní Věstonice

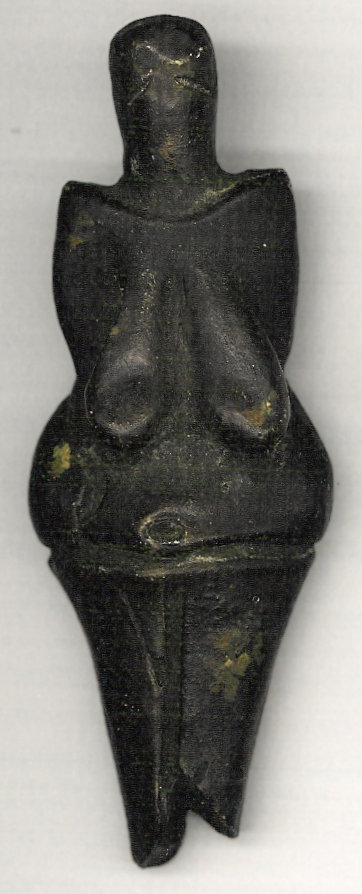
Venere di Dolní Věstonice

La Venere di Dolní Věstonice (Věstonická Venuše in Lingua ceca) è una statuetta di una "venere paleolitica" in ceramica, ritraente una donna nuda, datata tra i 29.000 e 25.000 anni fa (Gravettiano).
Questa statuetta (insieme a molte altre delle località circostanti) è la più antica statuetta in ceramica conosciuta al mondo.La sua scoperta confutava la precedente ipotesi che la ceramica non fosse ancora conosciuta all'epoca del Paleolitico.

## Descrizione
Questo reperto, insieme a pochi altri provenienti dal sito archeologico di Dolní Věstonice, è il più antico manufatto in ceramica conosciuto al mondo. Ha un'altezza di 111 millimetri e una larghezza di 43 millimetri al punto più ampio ed è composta da creta cotta ad una temperatura relativamente bassa.
Il sito paleolitico di Dolní Věstonice, in Moravia, è stato oggetto di una ricerca archeologica sistematica dal 1924, guidata da Karel Absolon. In aggiunta alla statuetta sono stati ritrovate altre figure di animali - orsi, leone, mammut, cavallo, volpe, rinoceronte, civetta e più di 2.000 palline di argilla cotta.
La Venere di Dolní Věstonice fu scoperta il 13 luglio del 1925 in uno strato di cenere, divisa in due pezzi. Un tempo era esposta al Museo della Moravia, a Brno, ora è protetta e solo raramente accessibile al pubblico. L'ultima volta venne esposta nel Museo Nazionale di Praga dall'11 ottobre, 2006 fino al 2 settembre, 2007 come parte della mostra Lovci mamutů (I cacciatori di mammut).

Gli scienziati esaminano periodicamente la statuetta. Un tomografia eseguita nel 2004 ha evidenziato un'impronta digitale di un bambino di età stimata tra 7 e 15 anni impressa sulla superficie; il bambino che ha toccato la statuetta prima che fosse cotta è considerato da Králík, Novotný e Oliva (2002) come un improbabile candidato del creatore del manufatto.

## Galleria d'immagini

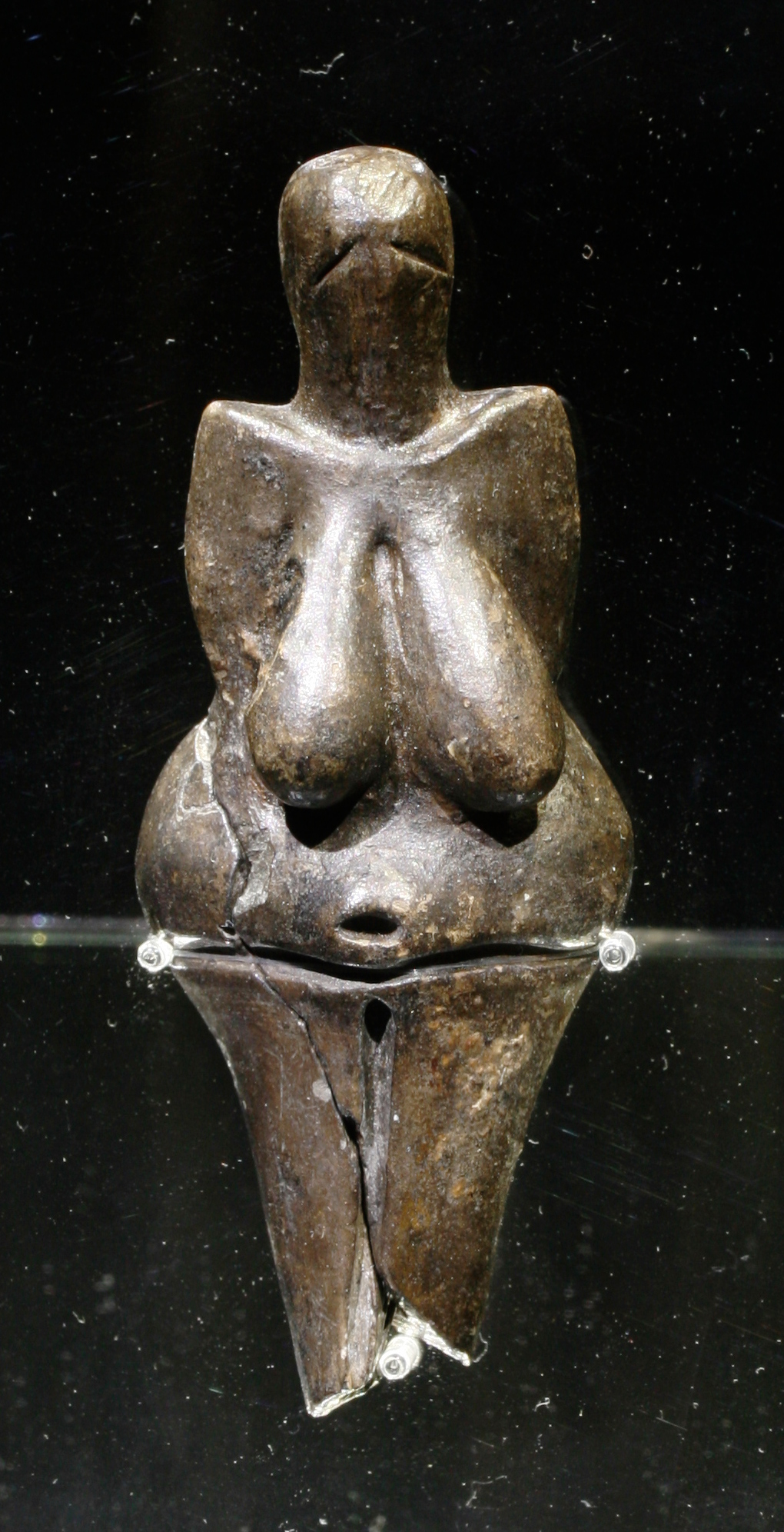
Venere di Dolní Věstonice
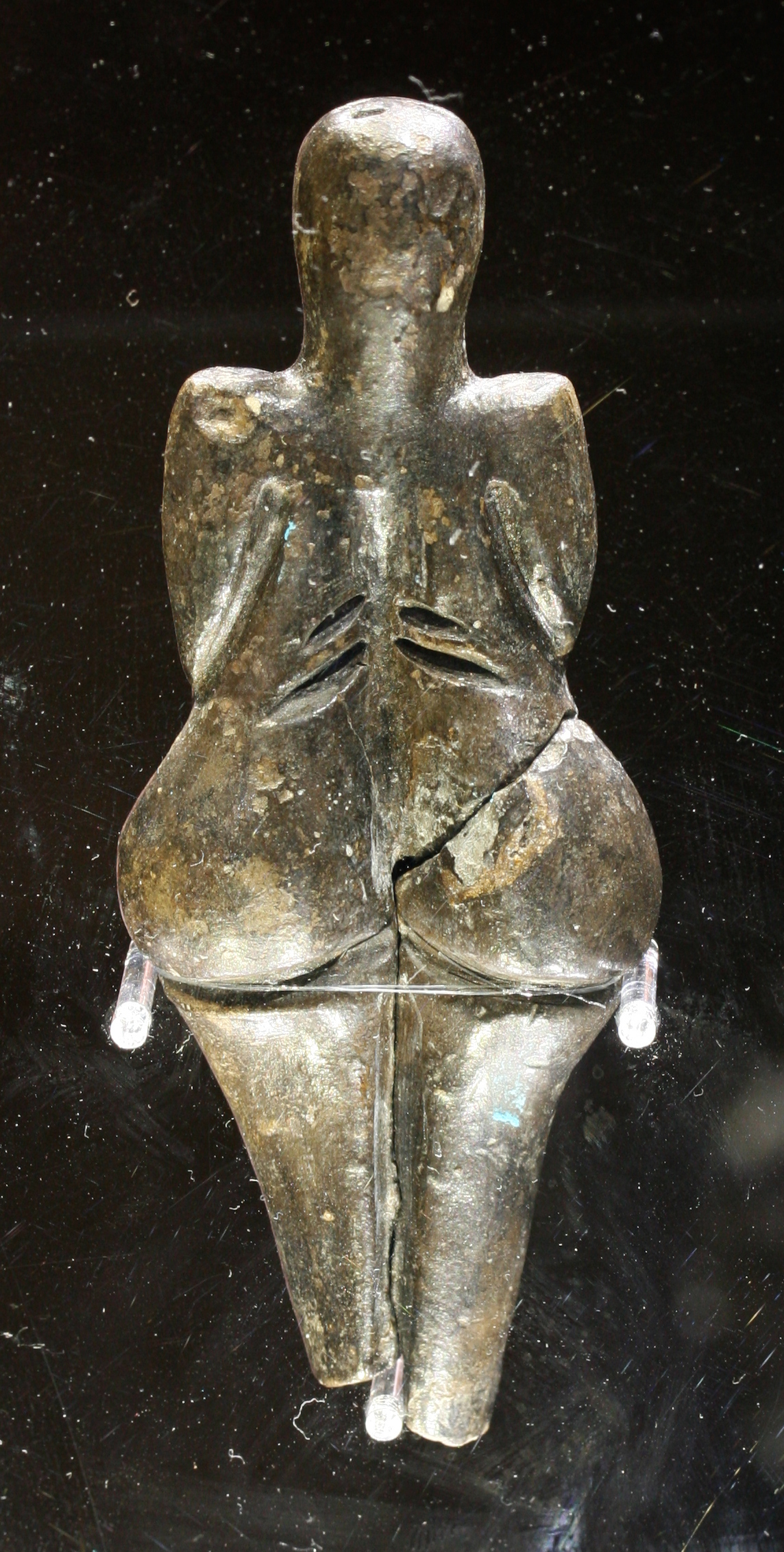
Venere di Dolní Věstonice (retro)
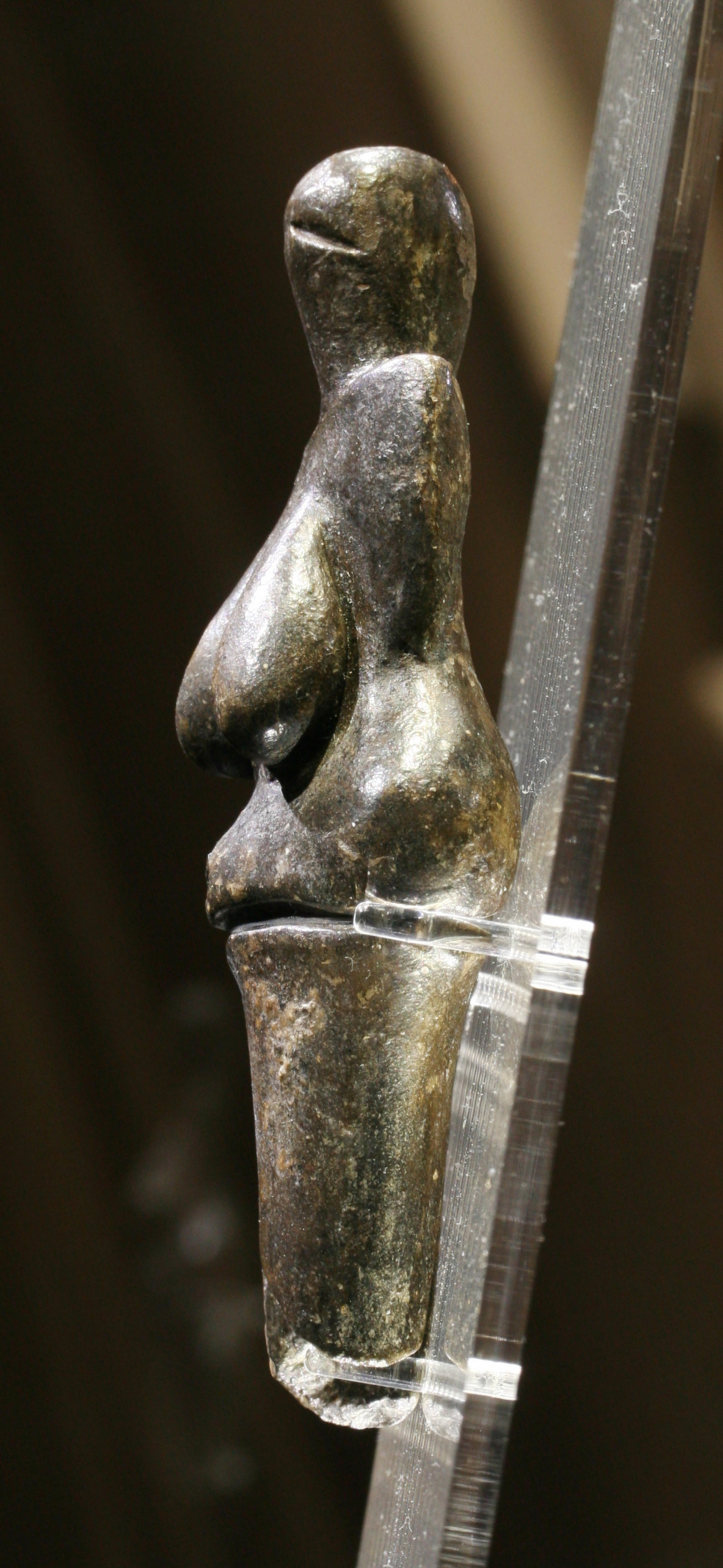
Venere di Dolní Věstonice (lato sinistro)
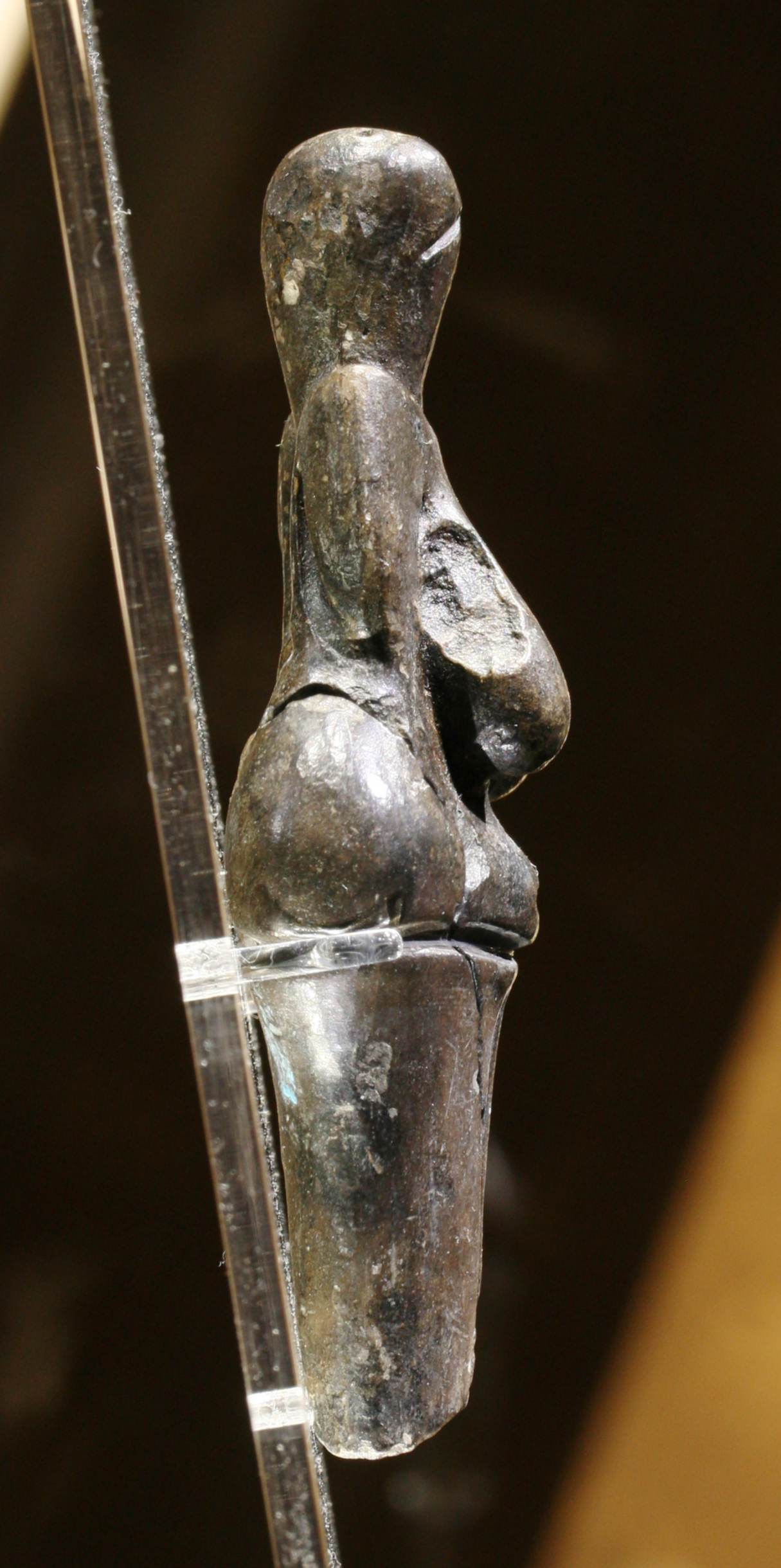
Venere di Dolní Věstonice (lato destro)